# Marc Bazin
Marc Louis Bazin (* 6. März 1932 in Saint-Marc; † 16. Juni 2010 in Port-au-Prince) war ein haitianischer Politiker. Er war von Juni 1992 bis August 1993 Premierminister von Haiti und übernahm parallel dazu bis Juni 1993 auch die Aufgaben des Präsidenten.

## Leben

### Berufliche Tätigkeiten und Sturz der Diktatur Duvaliers
Nach dem Schulbesuch und dem Studium war er während der Diktatur von Jean-Claude Duvalier 1982 Minister für Finanzen und Wirtschaft. Als unbestechlicher Finanzminister zog er nach der Einleitung von Korruptionsermittlungen jedoch den Zorn Duvaliers auf sich und wurde entlassen. Bazin gründete danach die Partei Mouvement pour l‘Instauration de la Democratie en Haiti (MIDH) und versuchte, sich für ein demokratisches System in Haiti einzusetzen. Anschließend war er als Mitarbeiter der Weltbank sowie der Vereinten Nationen (UN) tätig.
Bereits nach dem Sturz Duvaliers am 30. Juni 1986 galt er als einer der aussichtsreichsten Kandidaten für die Nachfolge, allerdings führte die Einsetzung von Generalleutnant Henri Namphy als Vorsitzender des Nationalen Regierungsrates zu einer Fortführung des Duvalierismus ohne Duvalier. Als er bei den Präsidentschaftswahlen vom Januar 1988 kandidierte, erklärte der Kommandeur der Eliteeinheit „Die Leoparden“, Oberst Jean-Claude Paul, dass er ihn eigenhändig exekutieren will, falls Bazin die Wahlen gewinnen sollte. Er war bei den minutiös vom Militär begleiteten und manipulierten Wahlen jedoch chancenlos.
Als Wunschkandidat des damaligen US-Präsidenten George H. W. Bush und der Bourgeoisie Haitis trat er bei der erstmals freien Wahl von 1990 als Bewerber für das Amt des Präsidenten an, nachdem das Land außenpolitisch seit dem Militärputsch von General Prosper Avril weitgehend isoliert gewesen war. Bazin wurde als aussichtsreichster Kandidat angesehen, falls die Präsidentschaftswahlen vor der Reorganisation der politischen Linken stattfinden würde. Bei der Wahl vom 16. Dezember 1990 erhielt er 14 Prozent der Wählerstimmen und unterlag damit dem populären Jean-Bertrand Aristide deutlich, der 67,48 Prozent der abgegebenen gültigen Stimmen erhielt.

### Premierminister und amtierender Präsident 1992 bis 1993
Nach dem Sturz des gewählten Präsidenten Aristide und der Machtübernahme durch das Militär unter Generalleutnant Raoul Cédras am 30. September 1991 wurde er als früherer Demokratieaktivist und Vorsitzender der MIDH am 4. Juni 1992 anstelle des Technokraten Jean-Jacques Honorat von der Militärjunta zum Premierminister berufen, um dem Regime einen demokratischen Anstrich zu verleihen und der Oberschicht des Landes einen Kandidaten zu servieren, der ihr schon bei seiner Präsidentschaftskandidatur zugesagt hatte. Er trat das Amt nach der Bestätigung durch das Parlament am 19. Juni an. Es folgten erhebliche Proteste, da sich insbesondere auch die wirtschaftliche Lage des Landes weiter verschlechterte. Da zum 19. Juni auch der provisorische Präsident und vorige Richter am Obersten Gerichtshof Joseph Nérette zurücktrat, übernahm Bazin während der Vakanz mit seinem Amtsantritt auch kommissarisch die Aufgaben des Präsidenten von Haiti. Die US-Regierung unter Präsident Bush sah seine Stellung jedoch wegen des eindeutigen Wahlergebnisses als unrechtmäßig an und forderte zu Verhandlungen zwischen der Militärregierung und Aristide auf.
Bazin trat am 8. Juni 1993 von seinem Amt zurück, blieb aber noch bis zur Auswahl seines Nachfolgers im Amt. Seine weitere Amtsführung als Präsident endete bereits eine Woche später am 15. Juni, unmittelbar nachdem aufgrund von Verhandlungen auf Druck der USA eine Vereinbarung unterzeichnet worden war, nach der die verschiedenen Seiten Aristide als im Exil befindlichen, legitimen Präsidenten anerkannten und seine Rückkehr vorbereitet werden sollte. Bazins Nachfolger Robert Malval wurde Mitte August von Exilpräsident Aristide nominiert und löste ihn am 30. August 1993 als Premierminister ab.

### Präsidentschaftskandidatur 2006

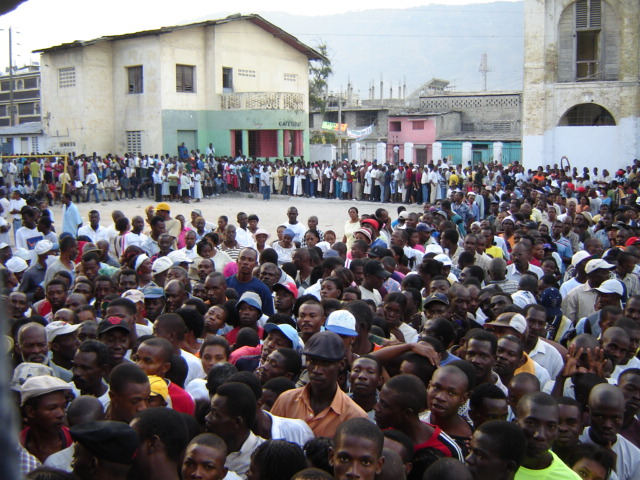
Präsidentschaftswahlen 2006

Anschließend zog sich Bazin für mehrere Jahre aus der Regierungspolitik zurück. Nach der Wiederwahl Aristides 2001 wurde er Planungsminister in dessen Regierung.
Bei den Präsidentschaftswahlen vom Februar 2006 trat er erneut als Vertreter der Union pour Haiti (UPH) im Feld der 35 Kandidaten für das Amt des Präsidenten an, erhielt jedoch nur 0,68 Prozent der Wählerstimmen und belegte damit nach dem Wahlsieger René Préval nur den zwölften Platz.